# Junior Hanley
Pour les articles homonymes, voir Hanley (homonymie).
Junior Hanley, de son vrai nom Edward Hanley, est un pilote de stock-car et constructeur de voitures de course canadien, né le 9 septembre 1944 à Port Mouton en Nouvelle-Écosse. Il est souvent considéré par ses pairs comme le meilleur pilote de stock-car canadien de son époque. Il a commencé dans les courses d'accélération en 1961 avant de devenir champion de stock-car dans les Maritimes. En 1975, il s'installe à Oakville, Ontario et remporte des championnats dans le sud de l'Ontario et aux États-Unis. Trois fois champion de la série ACT Pro Stock Tour en 1991, 1992 et 1993. 34 victoires dans cette série. Vainqueur du Oxford 250 au Oxford Plains Speedway en 1993.
Comme constructeur, il a eu comme client des pilotes tels Mark Martin, Kyle Petty et Darrell Waltrip. Il teste lui-même en condition de course les voitures qu'il construit avant de les livrer au client.
Intronisé au Canadian Motorsports Hall of Fame en 2000.
Intronisé au Maritime Motorsports Hall of Fame en 2011.
Son fils Jeff est aussi pilote de stock-car et obtient beaucoup de succès dans la série ontarienne OSCAAR Outlaw Super Late Model. En 2010, il a remporté sept victoires en neuf départs.

## Quelques-unes de ses victoires
*ASA National Tour
- 28 août 1977 Owosso Speedway, Ovid MI
- 1er juillet 1979 Cayuga Motor Speedway, Hagersville ON
- 4 août 1980 Cayuga Motor Speedway, Hagersville ON
- 7 juin 1987 Cayuga Motor Speedway, Hagersville ON
- 13 mai 1990 Milwaukee Mile, West Allis WI

*ACT Pro Stock Tour
- 18 septembre 1988 Sanair Super Speedway, Saint-Pie QC
- 30 avril 1989 Sanair Super Speedway, Saint-Pie QC
- 17 septembre 1989 Sanair Super Speedway, Saint-Pie QC
- 20 mai 1990 Delaware Speedway, Delaware ON
- 7 octobre 1990 Beech Ridge Motor Speedway, Scarborough ME
- 8 juin 1991 Mosport Speedway, Bowmanville ON
- 30 juin 1991 Sanair Super Speedway, Saint-Pie QC
- 14 juillet 1991 Mosport Speedway, Bowmanville ON
- 18 juillet 1991 Riverside International Speedway, Antigonish NS
- 4 août 1991 Sanair Super Speedway, Saint-Pie QC
- 2 septembre 1991 Circuit Riverside Speedway Ste-Croix, Sainte-Croix QC
- 22 septembre 1991 Beech Ridge Motor Speedway, Scarborough ME
- 26 avril 1992 Sanair Super Speedway, Saint-Pie QC
- 3 mai 1992 Airborne Park Speedway, Plattsburgh NY
- 17 mai 1992 Delaware Speedway, Delaware ON
- 14 juin 1992 Mosport Speedway, Bowmanville ON
- 28 juin 1992 Circuit Riverside Speedway Ste-Croix, Sainte-Croix QC
- 4 juillet 1992 Airborne Speedway, Plattsburgh NY
- 12 juillet 1992 Mosport Speedway, Bowmanville ON
- 26 juillet 1992 Riverside International Speedway, Antigonish NS
- 30 août 1992 Cayuga Motor Speedway, Hagersville ON
- 11 octobre 1992 Thompson International Speedway, Thompson CT
- 18 avril 1993 Oxford Plains Speedway, Oxford ME
- 2 mai 1993 Airborne Speedway, Plattsburgh NY
- 23 mai 1993 Mosport Speedway, Bowmanville ON
- 13 juin 1993 Sauble Speedway, Sauble Beach ON
- 19 juin 1993 Beech Ridge Motor Speedway, Scarborough ME
- 27 juin 1993 Sanair Super Speedway, Saint-Pie QC
- 4 juillet 1993 Thunder Road International Speedbowl, Barre VT
- 18 juillet 1993 Oxford Plains Speedway, Oxford ME
- 14 août 1993 Beech Ridge Motor Speedway, Scarborough ME
- 29 août 1993 Cayuga Motor Speedway, Hagersville ON
- 12 septembre 1993 Mosport Speedway, Bowmanville ON
- 3 octobre 1993 Airborne Speedway, Plattsburgh NY

*ACT Sunoco Regional Series
- 10 juillet 1994 Mosport Speedway, Bowmanville ON

*CRA Super Series
- 4 octobre 1998 Salem Speedway, Salem IN
- 7 mai 2000 Winchester Speedway, Winchester IN
- 3 juin 2000 Salem Speedway, Salem IN
- 21 octobre 2000 Salem Speedway, Salem IN
- 3 août 2001 Toledo Speedway, Toledo OH
- 19 août 2001 Indianapolis Raceway Park, Indianapolis IN
- 3 septembre 2001 Anderson Speedway, Anderson IN
- 22 septembre 2001 Anderson Speedway, Anderson IN
- 7 octobre 2001 Salem Speedway, Salem IN
- 21 octobre 2001 Indianapolis Raceway Park, Indianapolis IN
- 11 mai 2002 Anderson Speedway, Anderson IN
- 4 juillet 2002 Angola Motor Speedway, Angola IN
- 2 août 2002 Toledo Speedway, Toledo OH
- 17 août 2002 Indianapolis Raceway Park, Indianapolis IN
- 25 août 2002 Baer Field Speedway, Fort Wayne IN
- 21 septembre 2002 Columbus Motor Speedway, Obetz OH
- 21 juin 2003 Winchester Speedway, Winchester IN
- 17 juillet 2004 Anderson Speedway, Anderson IN

*ARTGO Challenge Series
- 21 juin 1980 Berlin Raceway, Marne MI
- 1er août 1981 Dells Raceway Park, Wisconsin Dells, WI
- 15 août 1981 Berlin Raceway, Marne MI
- 25 avril 1982 Grundy County Speedway, Morris IL

*International Pro Stock Challenge
- 20 septembre 1998 Oxford Plains Speedway, Oxford ME